# Antonio Montis
Antonio María de Montis y Boneo III marqués de La Bastida (Palma de Mallorca, 1815 - Valladolid, 1880) fue un escritor y político español.
Era hijo de Guillermo Ignacio de Montis y Pont y Vich. Tercer marqués de la Bastida, fue diputado a Cortes por las Baleares en 1844. Junto con José María Quadrado y Tomás Aguiló fundó La Palma (1840-41), donde publicó poemas y narraciones de carácter humorístico y costumbrista. Escribió comedias en castellano como El error de muchos viejos, La crédula y el embustero, La ambición de mayorazgos y Mi dinero y mi mujer (publicada en 1841).
Con Quadrado, Aguiló, Josep Quint Saforteza y Josep Rocabertí de Dameto fundó la tertulia La Dragonígera. Escribieron en conjunto Rigores de la estación, representada en el Teatro Principal de Palma.
Como político fue elegido diputado en tres ocasiones: 1844-45, 1845-46 y 1854-56. Alcalde de Palma de Mallorca, presidió también la Sociedad Económica Mallorquina de Amigos del País y fue senador del reino y consejero y presidente de Diputación Provincial de Baleares. Formó parte de la comisión que recibió al rey Alfonso XII cuando llegó a la Península.